# 로메이 스트레이트
로메이 스트레이트(Romee Strijd, 1995년 7월 19일 ~ )는 네덜란드의 모델이다. 2015년부터 2021년까지 빅토리아 시크릿 엔젤스로 활동하였다.